# Rasa del Malpàs (Odèn)
La Rasa del Malpàs és un torrent afluent per la dreta del Riu Fred que fa tot el seu curs pel terme municipal d'Odèn. Neix al vessant oriental del Pedró, a 70 m. del cim. D'orientació global cap a llevant, la seva conca recull les aigües de les terres situades l'oest del poble Cambrils i desguassa al Riu Fred dins d'aquest poble, a tocar de l'extrem sud dels terrenys del càmping la Comella i a 110 m. a ponent del poliesportiu del poble. La seva xarxa hidrogràfica, que també transcorre íntegrament pel terme d'Odèn, està constituïda per sis cursos fluvials la longitud total dels quals suma 4.205 m.